# Hartmut Hopp
Hartmut Wilhelm Hopp (* 24. Mai 1944 in Lauenburg in Pommern) war der Arzt der auslandsdeutschen Sekte bzw. totalitären religiösen Gemeinschaft Colonia Dignidad in Chile und die rechte Hand ihres Anführers Paul Schäfer.
Hopp wurde wegen Beihilfe zum von Paul Schäfer begangenen Kindesmissbrauch von einem chilenischen Gericht zu fünf Jahren Haft verurteilt. Er setzte sich nach Deutschland ab und wird als deutscher Staatsbürger von der Bundesrepublik nicht nach Chile ausgeliefert.

## Leben in der Colonia Dignidad
Hartmut Hopp stieß in der zweiten Hälfte der 1950er Jahre zum Verein Private Sociale Mission e. V. in Lohmar-Heide bei Siegburg, der Gemeinschaft des späteren Colonia-Dignidad-Gründers Paul Schäfer. 1961 ging er als 17-Jähriger mit Schäfer nach Chile und baute dort mit ihm die Colonia Dignidad auf. Die stark umzäunte Siedlung liegt etwa 350 Kilometer südlich von Santiago de Chile in einem ländlichen Gebiet. In der Siedlung wurden während der Militärdiktatur unter Augusto Pinochet durch den Geheimdienst DINA und Siedlungsangehörige politische Häftlinge gefoltert und ermordet. Viele Menschen „verschwanden“ in der Colonia Dignidad und sind bis heute nicht aufgetaucht. Ihre Leichen wurden teilweise begraben, teilweise später auf Anweisung Pinochets exhumiert und verbrannt. Der Geheimdienst DINA unterhielt in der Colonia Dignidad seine einzige weitere Basis neben der Zentrale in Santiago de Chile.
Hopp soll als Jugendlicher von Paul Schäfer ebenfalls missbraucht worden sein. Schäfer und einige seiner Berater instrumentalisierten Hopp zu einer Falschaussage gegen Wolfgang Kneese, der aus der Kolonie geflohen war und in der chilenischen Presse von Schäfers sexuellem Kindesmissbrauch berichtete. Im Gegenzug zeigte Schäfer Kneese wegen angeblichen Missbrauchs von Hopp an, was Hopp vor Gericht fälschlicherweise bestätigte; Kneese wurde daraufhin verurteilt, konnte aber nach Argentinien fliehen. Hopp wurde belohnt und war eines von nur drei Mitgliedern der Gruppe, die für ihre Ausbildung die Colonia verlassen durften. Er studierte an der University of Davis in den USA Medizin, Klavier und Gesang und kehrte 1977 zurück, um das Medizinstudium an der Pontificia Universidad Católica de Chile zu beenden. In der Colonia heiratete er die zehn Jahre ältere Krankenschwester Esther Dorothea Witthahn (* 13. September 1934). Wenig später wurde er wegen eines Verstoßes gegen das chilenische Waffengesetz zu einer Bewährungsstrafe verurteilt. Menschenrechtler sagen, Hopp sei ab dieser Zeit als „Außenminister“ für die Colonia Dignidad tätig gewesen. Hopp selbst bestreitet dies.
Die Menschenrechtsorganisation ECCHR beschreibt in ihrem Dossier über Hopp die Führungsstruktur der Colonia Dignidad. Demnach bestand diese zunächst aus Paul Schäfer an der Spitze und einer Gruppe von Führungspersonen, die oftmals als Jerarcas („Hierarchen“) bezeichnet wurden. Die Jerarcas hatten unterschiedliche Funktionen nach innen oder außen auszufüllen. In den Anfangsjahren gehörten demnach u. a. Gerd Seewald, Kurt Schnellenkamp, Gerhard Mücke, Dorothea Hopp und Gisela Seewald zu dieser Gruppe. Als Vertreter in Deutschland fungierte u. a. Alfred Schaak bis zu seinem Tod 1985. Hartmut Hopp stieg nach seiner Rückkehr aus den USA ab etwa Mitte der 1970er Jahre zu den Jerarcas auf. 1977 tauchte er erstmals in der überregionalen Presse sowie in den Akten der deutschen Botschaft in Santiago auf. Seit den 1980er Jahren fungierte er für Journalisten und Botschafter als „De-facto-Außenminister“ der Colonia Dignidad und Nummer 2 an der Spitze der Sekte.
1978 wurde Hopp Leiter des Krankenhauses der Colonia Dignidad. In dem Krankenhaus der Siedlung wurden Menschen durch Folter gequält. Siedler, die sich den Regeln des Anführers Paul Schäfer widersetzten, wurden dort mit Elektroschocks traktiert und gegen ihren Willen mit Psychopharmaka und Valium in hohen Dosen medikamentiert. Die deutsche Ärztin Gisela Seewald, eine ehemalige Kollegin Hartmut Hopps, bestätigte diese Maßnahmen vor einem chilenischen Gericht. Unklar ist, was Hopp als Klinikleiter von den Praktiken wusste.
Nachdem zwei Familien 1984 die Flucht aus der Colonia Dignidad in die Bundesrepublik Deutschland gelungen war, berichteten sie von den Zuständen in der Siedlung. Der Untersuchungsausschuss für Menschenrechte des Bundestages vernahm Hopp am 22. Februar 1988. Er sollte Auskunft darüber geben, ob sich Deutsche unfreiwillig in der Colonia Dignidad befänden. Er blieb jedoch in seinen Aussagen vage und konnte nach Chile zurückkehren.
1990 endete die Pinochet-Diktatur in Chile. 1991 löste der demokratisch gewählte Präsident Patricio Aylwin die Colonia Dignidad auf, während Paul Schäfer weiter um sein „Lebenswerk“ kämpfte. Ab 1995 begann die chilenische Polizei und Justiz mit Ermittlungen in der Colonia Dignidad. Im Jahr darauf wurde Schäfer von chilenischen Eltern verklagt. Hartmut Hopp verhandelte in dieser Zeit mit der Polizei, um die Colonia zu erhalten.
Nach Einschätzung des Journalisten Friedrich Paul Heller war Hartmut Hopp über die gesamte Zeit derjenige, der enge Verbindungen zu Pinochet und dessen Geheimdienst DINA hatte. Er geht davon aus, dass Hopp auch Kenntnis von den noch existierenden Konten mit dem Vermögen der Colonia Dignidad hat. Hopp selbst behauptete gegenüber der Rheinischen Post 2011: „Was Mittel der Gemeinschaft oder Gesellschaft anbetrifft, habe ich selber weder darüber jemals verfügt noch Vollmachten gehabt.“

## Verurteilung und Flucht
1997 tauchte Paul Schäfer unter. Sein Fluchtquartier in Argentinien hatte Hopp mit seiner Frau 1997 ausgekundschaftet. 2006 wurde Schäfer aufgespürt und festgenommen. Nach einem Herzinfarkt wurde er aus seiner Zelle ins Krankenhaus verlegt. Die chilenische Justiz klagte Hopp wegen Beihilfe zum Kindesmissbrauch an, weil er Schäfer Kinder zugeführt hatte.
Er und andere ehemalige Mitglieder der Colonia Dignidad wurden bereits in erster Instanz wegen sexuellen Missbrauchs an Kindern und Freiheitsberaubung zu fünf Jahren Haft verurteilt. Hopp floh daraufhin nach Deutschland.
Ab August 2011 wurde er von Interpol gesucht. Im Januar 2013 wurde das Urteil vom Obersten Gerichtshof Chiles in Santiago bestätigt. Mehrere Verurteilte hatten sich im Februar 2013 zum Haftantritt gemeldet, nicht jedoch Hopp. Der Oberste Gerichtshof Chiles beschloss im Juli 2014 einstimmig, die Haftvollstreckung in Deutschland zu beantragen.

## Hopp in Deutschland
Hopp und seine Frau ließen sich in Krefeld nieder, weil dort der 2024 verstorbene Prediger Ewald Frank seine Freie Volksmission betrieb. Hopps Adoptivsohn und seine Schwiegertochter waren schon vorher nach Krefeld gezogen, ebenso Hopps Bruder und andere Familien aus der Colonia Dignidad. Nachweislich sendete Hopp aus der Freien Volksmission ein Schreiben per Telefax an die Medien. Nachdem Ewald Frank eine gerichtliche Auseinandersetzung angestrengt hatte, um zu verhindern, dass Verbindungen zwischen ehemaligen Kolonisten und der Volksmission öffentlich genannt werden dürfen, diente auch dieses Schreiben dem Düsseldorfer Landgericht als Beweis, dass es durchaus eine Verbindung von Hopp zur Volksmission gibt.
2012 nahm die Staatsanwaltschaft Krefeld Ermittlungen gegen Hopp wegen Beihilfe zum sexuellen Missbrauch und Körperverletzung auf. „Die Ermittlungen gestalten sich außerdem sehr schwierig, weil viele Opfer nicht an einer Aufklärung interessiert sind. Zu den Prinzipien der Colonia Dignidad gehörte, dass jeder jedem vergibt. Dieses Prinzip gilt für viele ehemalige Mitglieder bis heute“, sagt der ermittelnde Beamte 2013 zum Fall Hopp.
2015 nahm das Verfahren gegen Hartmut Hopp in Deutschland eine weitere Hürde. Die chilenische Regierung willigte ein, dass Hopp in Deutschland der Prozess gemacht würde, und sandte im Mai 2015 ein umfassendes Antwortschreiben an das Bundesjustizministerium. Auf dieser Basis hätte das chilenische Urteil in Deutschland im Rahmen eines Exequaturverfahrens vollstreckt werden können.
Eines der Opfer dieser Praktiken, Gudrun Müller, sagte 2014 zur Rolle Hopps in der Colonia: „Ja, er sei so wie wir: ein Opfer. Das war er nie, von Kind an nicht. Er war nie ein Opfer.“
Am 4. Juli 2017 berichtete die ARD im TV-Magazin Fakt erneut über die Colonia Dignidad und Hopp, der weiterhin in Krefeld lebe.
Am 21. November 2017 warf Fakt Hartmut Hopp vor, vom Sozialamt Krefeld zu Unrecht Sozialhilfe zu beziehen, da er in Chile ein wertvolles Grundstück von über 10.000 Quadratmetern besitze. Der dazu befragte Hopp war zu keiner Stellungnahme bereit.
Ende September 2018 entschied der 3. Strafsenat des Oberlandesgerichts Düsseldorf als letzte Instanz mit Blick auf die Entscheidung des Landgerichts Krefeld von 2017, dass das chilenische Urteil gegen Hopp in Deutschland nicht vollstreckbar sei. Es reiche nicht aus, um nach deutschem Recht eine Strafbarkeit zu begründen. Beim chilenischen Urteil war es unter anderem um Beihilfe zur Vergewaltigung von Minderjährigen in vier Fällen gegangen. Hopp war deshalb zu etwas mehr als fünf Jahren Haft verurteilt worden.
Im Mai 2019 wurde bekannt, dass die Staatsanwaltschaft Krefeld die Ermittlungen gegen Hopp eingestellt hatte. Sie sagte, es seien zahlreiche Zeugen (zum Teil auch in Chile) vernommen worden und alle erfolgversprechenden Ermittlungsansätze ausgeschöpft worden. Betroffene erklärten dazu, ihr Vertrauen in die deutsche Justiz sei erschüttert. Die für Fragen der Opferentschädigung eingesetzte gemeinsame Kommission von Bundesregierung und Bundestag, ausgenommen der AfD-Vertreter Waldemar Herdt, kritisierte die Entscheidung ebenfalls.
Petra Schlagenhauf, eine Anwältin der Opfer, kritisierte, dass viele der von ihr benannten Zeugen nie gehört worden seien. Im Januar 2021 hat sie deshalb beim OLG Düsseldorf einen Antrag auf ein Klageerzwingungsverfahren gestellt. Das European Center for Constitutional and Human Rights (ECCHR) reichte im Februar 2021 Aufsichtsbeschwerden beim nordrhein-westfälischen Justizministerium ein, um den Weg für weitere Ermittlungen freizumachen.

## Öffentlichkeit
Nach der Flucht Hopps und anderer Verantwortlicher machten Menschenrechtsorganisationen auf die Flüchtigen und ihre Taten aufmerksam. In einer Pressekonferenz der Menschenrechtsorganisation European Center for Constitutional and Human Rights berichtete die Anwältin Petra Schlagenhauf von ihr vorliegenden Zeugenaussagen über Misshandlungen, Morde und Massenexekutionen auf dem Gelände der Colonia Dignidad. ECCHR konnte 2011 drei Mordfälle anzeigen, bei denen die Gewalttaten weitgehend nachgewiesen werden konnten. Mit der Anzeige wollten die Anwälte den Druck auf die deutschen Behörden erhöhen, tätig zu werden. Die ECCHR erstellte zu diesem Zweck ein 30-seitiges Dossier über Hartmut Hopp und die Colonia Dignidad. Die erste Strafanzeige, die die ECCHR in diesem Komplex einreichte, richtete sich gegen Hopp. In dem Dossier gehen die ECCHR-Autoren eingehend auf die Führungsrolle Hopps und seine Verantwortung als Leiter des Krankenhauses der Colonia Dignidad ab 1978 ein.